# Familiares
A Familiares (Baráti levelek, teljes latin címén Familiarium rerum libri) Francesco Petrarca itáliai humanista költő, író leghíresebb és legterjedelmesebb levélgyűjteménye, mely 24 könyvbe rendezett 350 levélből áll.

## Története
1345-ben Petrarca a veronai káptalani könyvtárban rábukkant Cicero leveleinek igen fontos korpuszára, melyet azonnal lemásolt. Ekkor született meg benne az ötlet, hogy saját leveleit is összegyűjtse, és elrendezve az utókorra hagyja. Azonnal megírta első, Ciceróhoz intézett levelét, mely a gyűjteményt záró ókori szerzőkhöz írt episztolák (Antiquis illustrioribus) első darabja lesz. A tényleges munka azonban csak néhány évvel később kezdődött. A művet ekkor még az Aeneis mintájára tizenkét könyvre kívánta tagolni, az Epystolarum mearum ad diversos liber (Különböző emberekhez írt leveleim könyve) címet adva neki. 1350 januárjában írta meg a bevezető levelet, a barátjához, az általa Socratesnek nevezett Ludwig van Kempenhez intézett dedikációt. 
Amikor 1351 májusában a költő távozott Padovából, a néhány levélből álló mű címe már a végleges Baráti levelek volt. 1351-1353 közötti provence-i tartózkodása a mű korai történetének egyik legintenzívebb alkotóperiódusa, Petrarca elkészül az első három könyvvel és a negyedik töredékével. Milánóba költözése (1353) után többé nem szakította meg a munkát. 1356-ban a korpusz már akkorára nőtt, hogy a költő a kettéosztás mellett döntött: utolsó éveinek leveleit külön gyűjteménybe rendezte, melynek a Seniles (Öregkori levelek) címet adta, a Baráti leveleket illetően pedig úgy határozott, hogy a könyvek számát tizenkettőről húszra emeli, hasonlóan Cicero és Seneca levélgyűjteményeihez. 
1358-1359-ben Petrarca és Boccaccio megbízásából Leonzio Pilato megkezdte az Iliasz és az Odüsszeia latinra fordítását, ugyanekkor a költő a homéroszi eposzok mintájára az immár végleges huszonnégyre emelte a Baráti levelek könyveinek számát. A mű összeállításának története 1366-ban zárult, amikor Petrarca másolója, Giovanni Malpaghini befejezte az utolsó öt könyv átírását.

## Kiadásai
A Familiares kritikai kiadása 1933-1942 között jelent meg Petrarca összes műveinek sorozatában. Az első három kötetet (I-XIX. könyv) Vittorio Rossi gondozta, majd a tudós halála után tanítványa, Umberto Bosco szerkesztésében jelent meg a negyedik kötet (XX-XIV. könyv). Modern nyelveken teljes fordítása létezik angolul, németül, franciául és olaszul. Magyarul szemelvények olvashatók belőle Kardos Tibor fordításában.

## Magyarul (részletek)
- Orpheusz lantja, Dávid hárfája. Válogatás Petrarca latin nyelvű költészetéből; vál., ford., utószó Csehy Zoltán, előszó Szörényi László; Kalligram, Pozsony, 2004

## Külső hivatkozások
- A mű teljes latin szövege
- A Familiares-gyűjtemény könyveinek és leveleinek felsorolása címzettekkel és témamegjelöléssel együtt (angol)
- Néhány levél angol fordítása